# 于新凡
于新凡（1973年2月—），男性，湖南益阳人，湖南省委党校毕业，1993年7月加入中国共产党。中华人民共和国政治人物。

## 生平
1973年2月，于新凡出生在湖南省益阳市。1992年10月，于新凡出任益阳市益阳县羊舞岭乡政府党政办秘书。1994年7月，于新凡调任长沙市岳麓区咸嘉湖街道办事处，历任该区村管委会干部、党工委副书记兼办事处主任、党工委书记，2006年6月升任中共岳麓区党委常委、宣传部长，2009年2月升任副区长。
2010年9月，于新凡调任长沙市的下辖县宁乡县，出任县委常委。2010年10月18日，于新凡在宁乡县第十五届人大常委会第二十一次会议当选常务副县长。2012年8月，于新凡调任长沙市芙蓉区委副书记，同年11月兼任芙蓉区区长，2016年7月升任芙蓉区委书记。
2020年9月，于新凡再度调入宁乡市，出任宁乡经济技术开发区党工委书记、宁乡市委书记兼湖南湘江新区管委会副主任。
2022年4月，升任中共衡阳市委常委、常务副市长。